# 于夢雨
于 夢雨（う むう、ユー・モンユ、Yu Mengyu、1989年8月18日 - ）は、シンガポールの女子卓球選手。中国遼寧省出身。2016年、2020年の夏季オリンピックにシンガポール代表として出場した。
2022年3月22日、代表チームから引退を発表。

## 成績
※最高成績

### シングルス
- オリンピック：4位 (2020)
- 世界選手権：ベスト16(2009, 2015)
- ワールドカップ：ベスト8 (2012)
- ITTFワールドツアー・グランドファイナル：ベスト4（2014）
- アジア選手権：ベスト8 (2013)
- アジアカップ：3位 (2014)
- アジア大会: 3位 (2018)
- 東南アジア大会：優勝 (2013)
- コモンウェルスゲームズ：準優勝 (2010, 2014, 2018).

### ダブルス
- 世界選手権：3位 (2013, 2015, 2017)
- ITTFワールドツアー・グランドファイナル：優勝 (2012)
- アジア選手権：3位 (2007, 2009)
- 東南アジア大会：優勝 (2009, 2017)
- コモンウェルスゲームズ：優勝 (2014, 2018)

### 混合ダブルス
- 世界選手権：ベスト16 (2011, 2013)
- アジア選手権：準優勝 (2015)
- 東南アジア大会：優勝 (2015)
- コモンウェルスゲームズ: 優勝 (2018)

### 団体
- オリンピック：4位 (2016)
- 世界選手権：優勝 (2010)
- ワールドカップ：準優勝（2009、2010）
- アジア選手権：準優勝 (2007, 2009, 2012)
- アジア大会：準優勝 (2010)
- コモンウェルスゲームズ：優勝 (2010, 2014)
- 東南アジア大会：優勝 (2009, 2013, 2015, 2017)